# Kim Gil-li
Kim Gil-li est une patineuse de vitesse sur piste courte coréenne.

## Biographie
Elle commence le short-track en 2010.
En 2020, elle remporte le 1000 mètres aux Championnats du monde junior.
Au cours de la saison de Coupe du monde de patinage de vitesse sur piste courte 2022-2023, elle a dix-huit ans. Elle se place quatrième du classement général et première patineuse asiatique derrière Suzanne Schulting, Courtney Sarault et Hanne Desmet. Dans la première manche de la Coupe du monde, elle est deuxième du 1500 mètres ; la semaine suivante, son équipe remporte le relais féminin. Au cours de la troisième manche, elle est 3e du 1500 mètres et du relais féminin et son équipe remporte le relais mixte, puis le week-end suivant elle remporte le relais féminin et le relais mixte. À la cinquième manche de la saison, elle remporte le 1500 mètres ; elle fait partie de l'équipe qui arrive troisième du relais féminin et deuxième du relais mixte. Elle gagne l'argent au 1000 mètres dans la dernière manche de la saison.